# باتريك بالمر
باتريك بالمر (بالإنجليزية: Patrick Palmer)‏ هو عسكري بريطاني، ولد في 29 أبريل 1933، وتوفي في 23 نوفمبر 1999.